# Trathala orophila
Trathala orophila là một loài tò vò trong họ Ichneumonidae.